# Schaumburger Wald
Schaumburger Wald er et skovklædt område, omkring 80 moh. med på areal på omkring 40 km², i den nordvestlige del af Landkreis Schaumburg,  i  den  nordlige del af  den tyske delstat Niedersachsen.  Schaumburger Wald er overvejende blandet ege- og bøgeskov, med rester af gammel græsningsegeskov.

## Beliggenhed
Schaumburger Wald ligger umiddelbart øst for Niedersachsens grænse til delstaten Nordrhein-Westfalen i den nordvestlige del af Landkreis Schaumburg, øst for floden  Weser, syd for Rehburger Berge og nord vest for Mittellandkanal . Den strækker sig fra Wölpinghausen i nord, til Pollhagen og Meerbeck i øst (mod øst ligger også byerne Stadthagen  og Obernkirchen), til Bückeburg i syd, til byen Minden i sydvest, og byen Petershagen og kommunen Wiedensahl mod  vest. Mod nord grænser den næsten, med Rehburg Berge, til Landkreis Nienburg .
Schaumburger Wald, som er 19,5 km lang og op til 4 km bred, ligger på den Nordtyske Slette  mellem ca. 45 og 80 m over havets overflade; Det højeste punkt er vest for  hovedvej L 371  der forbinder Wölpinghausen i nord til  Pollhagen i syd. Grænsen til Kreis Minden-Lübbecke, der ligger i Nordrhein-Westfalen, løber næsten præcis langs den nordvestlige grænse af skoven, men flere tunger af skoven rækker ind i det  westfalske område. 

### Literatur
- Anna-Franziska von Schweinitz: Die Derneburger Grabpyramide und ihr Vorbild im Baumer Forst. In: Hildesheimer Jahrbuch für Stadt und Stift Hildesheim Bd. 70/71, 1998/99, S. 219–231
- Anna-Franziska von Schweinitz: Architektur für die Ewigkeit. Der Begräbnisgarten des Grafen Wilhelm zu Schaumburg-Lippe. In: Kritische Berichte, 29.2001 No. 2, S. 21–29